# Psicologia organizacional
A psicologia organizacional, inicialmente denominada como psicologia industrial, estuda os fenômenos cognitivos, comportamentais, subjetivos e psicológicos presentes nas organizações. Mais especificamente, atua sobre os problemas organizacionais ligados aos fatores humanos no trabalho, abrangendo, inclusive, a gestão de recursos humanos (ou gestão de pessoas).
No Brasil, cerca de 23,6% dos psicólogos trabalham na área organizacional, o que a torna a segunda maior área da psicologia. De forma geral, a Psicologia Organizacional está ligada às empresas, indústrias e instituições de forma expandida. Atualmente, a atuação do psicólogo nesta área se faz multifacetada, seja na promoção de condições ergonômicas, planejamento estratégico das organizações  bem-estar de cada um dos colaboradores, abrangendo até mesmo o manejo de condições adversas e conflitos existentes em um ambiente de trabalho.
Tradicionalmente, as principais áreas da Psicologia Organizacional são: recrutamento e seleção de pessoal, treinamento, desenvolvimento e educação de pessoal, avaliação de desempenho, além de aspectos próprios das condições mais amplas de gestão estratégica e diagnóstico organizacional. De forma mais recente, com o advento das empresas de base tecnológica com modelos de negócios inovadores (as Startups) e a maximização da disseminação de tecnologias da informação digital, houve incremento no espaço de aplicação da Psicologia Organizacional nas empresas e instituições.
Algumas das principais atividades do Psicólogo Organizacional:
- Delinear estruturas de cargos, salários, promoção e desligamento de pessoal;
- Realizar recrutamento, seleção e integração de novos funcionários;
- Efetuar a avaliação psicológica da força de trabalho, mediante aplicação de entrevistas, observações, testes psicológicos (atividade exclusiva para psicólogo) e outras técnicas próprias da Psicologia;
- Desenvolver pesquisas envolvendo indicadores do tipo soft measurement (sentimentos, emoções, percepções, significados, cognições, etc);
- Estruturar programas de treinamento, desenvolvimento e educação para os profissionais da organização;
- Gerir as condições formativas da cultura organizacional e aquelas percebidas mediante o clima organizacional para a promoção de práticas de gestão mais eficazes;
- Resolver situações de conflito entre agentes de interesse da organização (funcionários, chefias, clientes, sociedade civil, governo, etc);
- Projetar e implementar sistemas de avaliação e gestão de desempenho;
- Desenhar e implementar programas para promoção de bem-estar, qualidade de vida e ergonomia no trabalho;
- Atuar nos processos de tutorização e desligamento dos funcionários;
- Assegurar a qualidade e ética das práticas de compliance mediante análise de implicação das consequências sociais da organização;
- Organizar formas de comunicação institucional efetivas entre diferentes estratos da organização;
- Subsidiar as decisões organizativas quanto aos fatores humanos e estratégias organizacionais frente às influências micro e macroeconômicas inerentes aos cenários de incerteza da atual economia global;
- Projetar e integrar equipes multidisciplinares para a formulação de indicadores sistêmicos e multiníveis para planejamento e avaliação das estratégias e resultados organizacionais.

## Organização
De acordo com a definição de Daft, organizações são entidades sociais, dirigidas por metas e desenhadas como sistemas de atividades deliberadamente estruturados e coordenados, ligados ao ambiente externo, onde um conjunto de profissionais trabalha para chegar a um objetivo comum. De forma geral, objetivam atingir esforços sinérgicos que superam a capacidade de execução das atividades por um indivíduo de forma isolado. Neste sentido, a Psicologia Organizacional concentra-se em aspectos teóricos e práticos da Psicologia Aplicada, mediante conjugações de esforços com áreas como Administração, Economia, Engenharia de Produção, entre outras, a fim de assegurar o pleno desenvolvimento das pessoas e do trabalho nos contextos em que se insere.

## História da Psicologia Organizacional
Antes de fazerem parte de temas de estudo na Psicologia, questões como mente, alma, espírito, eram privilegio dos Filósofos e dos Religiosos. Somente em finais do século XIX é que a Psicologia começa a disputar um espaço na Ciência. No que se refere à relação de trabalho, a Revolução Industrial e a Revolução Francesa, foram determinantes para entendermos a Psicologia Organizacional que conhecemos hoje. É neste período turbulento que começa a desestruturação do sistema feudal e surgem trabalhadores independentes que criavam seus trabalhos com suas ferramentas. Sena e Silva (2004) mostra que assim como muitos saberes psicológicos, a psicologia industrial se forma no período das duas grandes guerras mundiais. Ela começa a obter seu reconhecimento no ano de 1924. Neste mesmo período foram feitas pesquisas para saber as condições de trabalho e foi nesse ínterim que começou a se pensar em novas formas de se trabalhar. Com o surgimento da industrialização, o trabalhador começa a tornar-se empregado, ele ainda “tinha” certo controle sobre o produto, que só surgiria dependendo do ritmo de trabalho desse trabalhador. Contudo, com o surgimento das máquinas, essas interferências foram diminuindo. O homem tinha agora que obedecer ao ritmo da produção maquinal. 
Antes do surgimento da Psicologia Industrial, os trabalhadores também estavam se tornando mecânicos, uma vez que as empresas detinham o conhecimento científico e o utilizava uma forma que controlasse os trabalhadores.  Segundo Brown, 1976. pg 23) “ ... a estrutura toda da industria, suas tradições e superstições, têm sido aceitas quase sem perguntas e tem-se a impressão de que os seres humanos, foram feitos para adaptar-se à industria, em vez de suceder o contrário”.A partir dos anos 50, a denominação de Psicologia Organizacional, começa a tomar corpo, a junção dos saberes da sociologia e a antropologia com o da psicologia, influenciaram assim para o crescimento da psicologia social, especialmente em cenário norte americano das grandes guerras mundiais. No contexto das grandes guerras, os psicólogos foram convocados nas iniciativas Army Alpha e Army Beta para descobrir de que forma obter o desempenho ótimo das forças de guerra. Parte importante dos fundamentos da Psicologia Industrial foi desenvolvido neste contexto que, mediante o advento do pós-guerra, generalizou-se para as indústrias e comércio de forma geral, chegando ao Brasil e outras regiões do mundo, afirmando-se, atualmente, como Psicologia Organizacional e do Trabalho . 

## Publicações importantes na área
- Industrial and Organizational Psychology: Perspectives on Science and Practice
- Academy of Management Journal
- Academy of Management Perspectives
- Academy of Management Review
- Human Performance
- Journal of Applied Psychology
- Journal of Management
- Journal of Occupational and Organizational Psychology
- Journal of Occupational Health Psychology
- Journal of Organizational Behavior
- Journal of Personnel Psychology
- Personnel Psychology
- The Industrial-Organizational Psychologist
- Work & Stress
- Organizational Research Methods
- Psicologia Organizações e Trabalho